# Agromyzaphagus
Agromyzaphagus is een geslacht van vliesvleugeligen uit de familie Encyrtidae. De wetenschappelijke naam van dit geslacht is voor het eerst geldig gepubliceerd in 1912 door Gahan.

## Soorten
Het geslacht Agromyzaphagus is monotypisch en omvat slechts de volgende soort:
- Agromyzaphagus detrimentosus Gahan, 1912